# Плексипп (сын Финея)
Плексипп (др.-греч. Πλήξιππος) — персонаж древнегреческой мифологии. Сын Финея и Клеопатры. Ослеплен отцом и заточен вместе с братом из-за козней мачехи. Либо зарыт в землю, позже освобожден Бореадами, а затем отправился в плавание вместе с аргонавтами. По Филарху, Асклепий исцелил его и брата.